# 弗雷澤無鬚魮
弗雷澤無鬚魮（学名：Puntius fraseri）是輻鰭魚綱鯉形目鯉科的其中一個種，分布於亞洲印度，為特有種，體長可達4.6公分，棲息在丘陵溪流。